# Kelso (häst)
Kelso, född 16 oktober 1983, död 4 april 1957, var ett amerikanskfött engelskt fullblod, som anses varit en av de bästa galopphästarna i historien. Han rankades fyra på Blood Horses lista över de 100 bästa galopphästarna.

## Bakgrund
Kelso var en mörkbrun valack efter Your Host och under Maid of Flight (efter Count Fleet). Han föddes upp och ägdes av Bohemia Stable. Han tränades under tävlingskarriären av Dr. John Lee och senare Carl Hanford.

## Karriär
Kelso tävlade mellan 1959 och 1966, och sprang in totalt in 1 977 896 dollar på 63 starter, varav 39 segrar, 12 andraplatser och 2 tredjeplatser. Han tog karriärens största segrar i Hawthorne Gold Cup Handicap (1960), Jockey Club Gold Cup (1960, 1961, 1962, 1963, 1964), Suburban Handicap (1961, 1963), Woodward Stakes (1961, 1962, 1963), Whitney Stakes (1961, 1963, 1965), Aqueduct Handicap (1963, 1964), Gulfstream Park Handicap (1963), John B. Campbell Handicap (1963), Nassau County Handicap (1963), Seminole Handicap (1963) och Washington, D.C. International Stakes (1964).
Kelso tränades inledningsvis av Dr. John Lee och reds av John Block. Han gjorde debut som tvååring den 4 september 1959 på Atlantic City Race Course (vid den tiden en av landets främsta bana). Loppet var ett vanligt maidenlöp (som han segrade i). I hans två nästa starter kom han på andraplats, och gjorde inga mer starter som tvååring.
Kelsos säsong som treåring började efter att Triple Crown-löpen körts. Dr. John Lee hade återvänt till sin veterinärpraktik, och Kelsos nya tränare var Carl Hanford (invald i National Museum of Racing and Hall of Fame 2006), som kom att träna honom under resten av hans karriär. Bill Hartack var hans jockey under en kort tid, följt av Eddie Arcaro, som red Kelso från mitten av 1960 till november 1961, då han pensionerade sig som jockey. 1962 blev Ismael Valenzuela Kelsos jockey i mer än tre år.
Kelsos första start som treåring (och första seger för Hanford) var på Monmouth Park. Efter löpet på Monmouth vann han åtta av sina kommande nio starter. 1960 röstades Kelso fram som treårig champion och fick utmärkelsen American Horse of the Year.
Vid fyra års ålder 1961 vann Kelso sju av nio starter. Det året utsågs han till Champion Older Horse och återigen till American Horse of the Year. 1962 vann han en tredje titel för American Horse of the Year och tog 28 av de 32 rösterna i Daily Racing Forms omröstning. Ett år senare var han ännu mer dominant, och tog sin fjärde American Horse of the Year-titel samt utmärkelser för årets häst av Thoroughbred Racing Association och tidningen Turf and Sport Digest. Kelso fick återigen utmärkelserna för Årets häst av alla tre organisationerna 1964.

### Efter tävlingskarriären
Som valack kunde Kelso inte pensioneras för avelsverksamhet. Istället gick han vidare till en andra karriär som jägarhäst och hoppryttare. 1967 valdes han in i National Museum of Racing och Hall of Fame.

### Död
Den 15 oktober 1983 ledde den 26-årige Kelso invigningen av Jockey Club Gold Cup på Belmont Park tillsammans med Forego och John Henry inför en publik på över 32 000 åskådare. Det var Kelsos sista offentliga framträdande, då han avled nästa dag, den 16 oktober 1983. Han är begravd på hästkyrkogården på Allaire du Ponts Woodstock Farm i Chesapeake City i Maryland.